# Карнєєв Сяргєй Іванович
Карнєєв Сяргєй Іванович (біл. Сяргей Карнееў, рос. Корнеев Сергей Иванович; 24 листопада 1988, Мінськ) — білоруський боксер, призер чемпіонатів світу та Європи серед аматорів.

## Боксерська кар'єра
На чемпіонаті Європи 2008 в категорії до 81 кг Сяргєй Карнєєв завоював срібну медаль.
- В 1/8 фіналу переміг Константина Беженару (Румунія) — 16-9
- У чвертьфіналі переміг Обеда Мбваконго (Англія) — 13-6
- У півфіналі переміг Рене Краузе (Німеччина)— 8-3
- У фіналі програв Олександру Усику (Україна) — 2-11

На чемпіонаті світу 2009 програв у першому бою Хрвоє Сеп (Хорватія).
На чемпіонаті Європи 2010 програв у першому бою Боско Драсковичу (Чорногорія).
На чемпіонаті Європи 2011 в категорії до 91 кг програв в третьому бою Йоганну Вітт (Німеччина).
На чемпіонаті світу 2011 завоював бронзову медаль.
- В 1/32 фіналу переміг Дейвіса Хуліо (Колумбія) — 25-14
- В 1/16 фіналу переміг Міхала Олаша (Польща) — 26-14
- В 1/8 фіналу переміг Хуліо Кастильйо (Еквадор) — 25-13
- У чвертьфіналі переміг Шоаїб Булудинат (Алжир) — AB 3
- У півфіналі програв Олександру Усику (Україна) — 10-23

На Олімпіаді 2012 у першому бою переміг Хуліо Кастильйо (Еквадор) — 21-12, а в другому програв Теймуру Мамедову (Азербайджан) — 19-19(+)
На чемпіонаті Європи 2013 програв у другому бою Олексію Єгорову (Росія).
На чемпіонаті світу 2013 програв у першому бою Євгену Тищенко (Росія).
На чемпіонаті Європи 2015 програв у третьому бою Євгену Тищенко (Росія).
На чемпіонаті світу 2015 програв у першому бою Ніколайсу Грішунінсу (Латвія).